# Center Township (comté de Buchanan, Missouri)
Center Township est un township du comté de Buchanan dans le Missouri, aux États-Unis,. En 2010, sa population s'élève à 2 974 habitants. Fondé en 1841, il est baptisé en référence à sa position au sein du comté.

## Source de la traduction
- (en) Cet article est partiellement ou en totalité issu de l’article de Wikipédia en anglais intitulé « Center Township, Buchanan County, Missouri » (voir la liste des auteurs).